# جو كونولي
جو كونولي (بالإنجليزية: Joe Connolly)‏ هو لاعب كرة قاعدة أمريكي، ولد في 1 فبراير 1884 في نورث سميثفيلد في الولايات المتحدة، وتوفي بنفس المكان في 1 سبتمبر 1943.

## وصلات خارجية
- جو كونولي على موقعبيزبول رفرنس.كوم (الدوري الرئيسي) (الإنجليزية)
- جو كونولي على موقعبيزبول رفرنس.كوم (الدوري الثانوي) (الإنجليزية)
- جو كونولي على موقع مشجعي الرسوم البيانية (الإنجليزية)